# Верхне-Синячихинский завод
Ве́рхне-Синячи́хинский (Верхнесинячи́хинский, Синячи́хинский Ве́рхний) заво́д — один из старейших металлургических заводов Урала, основанный С. Я. Яковлевым на реке Синячихе в 1768 году и действовавший с перерывами с 1770 до 2015 года. Входил в состав Алапаевского горного округа. Заводское поселение дало начало посёлку Верхняя Синячиха.

## История

### XVIII век
Предпосылками к постройке нового завода в верховьях Синячихи стало открытие в этом районе месторождений богатых руд с содержанием железа до 53—60 % и полноводность речки, уже обеспечивавшей к тому времени работу построенного ранее Нижне-Синячихинского завода. 15 сентября 1768 года С. Я. Яковлев подал прошение в Берг-коллегию с ходатайством о постройке нового завода в 10 верстах выше по течению Синячихи, в феврале 1769 года согласование горного ведомства было получено, а 25 июня 1769 года была издан указ императрицы с разрешением на строительство.
Строительство началось в 1769 году, была построены плотина, молотовая и доменная фабрики. В 1770 году была запущена молотовая фабрика (27 сентября — первый молот; 4 ноября — второй молот), первоначально получавшая для переработки чугун Алапаевского завода. Доменная печь была задута лишь спустя два года — 7 мая 1772 года. В 1779 году на заводе действовала доменная печь и 6 кричных молотов, из которых в работе постоянно находились 4.
По состоянию на начало XIX века земляная плотина имела длину 320 м, ширину в нижней части 64 м, в верхней — 34,1 м, высоту — 8,5 м. В длину заводской пруд разливался на 6,5 км. Древесину для заготовки угля завод получал из казённых лесных дач, руда с содержанием железа до 41—45 % поставлялась с местных рудников. Товарное железо доставлялось гужем за 182 вёрст по зимнику до Кашкинской пристани на Чусовой, далее водным путём отправлялось для продажи на Нижегородскую ярмарку, а также частично шло на экспорт через порт Петербурга. В 1779 году объёмы производства составили 90,7 тыс. пудов чугуна и 32,2 тыс. пудов кричного железа. Избыточный чугун, для переработки которого не хватало мощности собственной молотовой фабрики, перевозился для передела на Нижне-Синячихинский завод.
После смерти С. Я. Яковлева в 1787 году завод перешёл по наследству его сыну Сергею Саввичу, в собственности которого и его наследников находился вплоть до 1907 года. В период владения С. С. Яковлева на заводском клейме изображался соболь и аббревиатура названия завода. В 1907—1918 годах заводом владело Акционерное общество «Товарищество Алапаевских горных заводов наследников С. С. Яковлева».

### XIX век

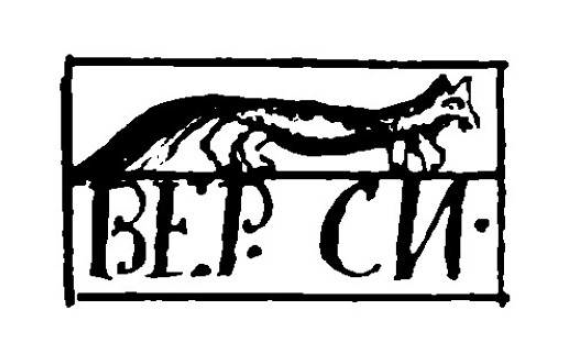
Заводское клеймо в XVIII—XIX веке

В конце XVIII — начале XIX века на заводе были построены новые каменные корпуса доменной и кричной фабрик, деревянные клинчатые мехи были заменены на чугунные цилиндрические. По данным 1797 года, в составе завода работали 16 рудников, доменная и две молотовых фабрики, 12 кричных горнов и 4 молота. Основной специализацией предприятия в этот период была выплавка чугуна. В 1790 году было выплавлено 81,4 тыс. пудов чугуна, в 1800 году — 136,1 тыс. пудов, в 1801 году — 176 тыс. пудов, в 1806 году — 192,3 тыс. пудов. Производство железа в 1800 году составило 37,3 тыс. пудов.
По данным П. Е. Томилова на декабрь 1807 года, на заводе работала одна домна производительностью около 500 пудов чугуна в сутки, 6 кричных горнов и 6 молотов. Энергетическое хозяйство завод в этот период было представлено 7 водяными колёсами. Завод производил полосовое железо шириной 3 дюйма и толщиной 1/2 дюйма. Также в составе завода функционировали вспомогательные цехи и мастерские: формовая, меховая, слесарная, кузница с 4 ручными горнами, мукомольная мельница и сарай с обжиговой печью для производства кирпича. При заводе числился 361 человек мастеровых и работных людей. Приписных крестьян завод не имел.
В начале XIX века производительность завода находилась в пределах 100—170 тыс. пудов чугуна в год, оставаясь на уровне конца XVIII века. В 1807 году было выплавлено 114 тыс. пудов чугуна, в 1815 году — 164 тыс. пудов, в 1822 году — 135,2 тыс. пудов; выковано железа — соответственно: 27,9 тыс. пудов, 25,6 тыс. пудов, 36,5 тыс. пудов.
В связи с постройкой Нейво-Алапаевского завода, превосходившего производительностью все мелкие заводы округа, в 1826 году Верхне-Синячихинский завод был остановлен. Производство возобновилось только в 1850 году по инициативе управляющего Алапаевским горным округом И. П. Чайковского. В 1850-х годах завод был реконструирован, кричное производство обновлено, но вскоре было ликвидировано как морально устаревшее. Для переработки чугуна были установлены 7 пудлинговых и 2 сварочных печи. В 1859 году завод выплавил 171,1 тыс. пудов чугуна и изготовил 183,7 тыс. пудов пудлингового железа; в 1860 году — 130,6 тыс. и 226,7 тыс. пудов соответственно. В этот период завод эксплуатировал два железных рудника, наиболее крупный из которых — Синячихинский — находился в 1—2 верстах от завода. Ближайшие к заводу леса к этому времени были вырублены, поэтому курени были удалены от завода на 40 вёрст и более. В результате восстановления и модернизации Верхне-Синячихинского и соседних заводов объединявший их Алапаевский горный округ к концу 1850-х годов стал лидером по производительности среди горнозаводских хозяйств Урала.
Отмена крепостного права в 1861 году привела к оттоку рабочих с завода. В 1861 году доменная печь не действовала, объём производства железа составил 123 тыс. пудов. В следующем 1862 году из-за общей забастовки завод простаивал с апреля по декабрь. Ситуация стабилизировалась в 1863 году после уступок властей и заводовладельцев в пользу крестьян, что позволило возобновить производство. За этот год было выплавлено 165,9 тыс. пудов чугуна и произведено 113,6 тыс. пудов пудлингового железа. В этот период на заводе трудились 303 человека, в том числе 201 человек на основных работах.
В 1860—1870-х годах оборудование завода модернизировалось, были установлены новые водяные турбины с увеличением их совокупной мощности до 120 л. с., а также 2 паровые машины общей мощностью в 95 л. с. Пудлинговые печи были заменены на более производительные и экономичные печи Боэциуса. В начале 1880-х годов доменная печь была переведена на горячее дутьё, число пудлинговых печей достигло 10, также были установлены 5 паровых молотов, 2 калильных печи и 4 сварочных печи Сименса. Годовая производительность завода достигала 330—350 тыс. пудов чугуна и 380—450 тыс. пудов пудлингового железа. В 1890-е годы на заводе было организовано прокатное производство — были установлены 3 прокатных стана, завод производил до 100 тыс. пудов листового и кровельного железа в год.
В 1870-х годах в заводском посёлке числилось 186 дворов, в которых проживало 1008 человек.

### XX век
В 1900 году в составе завода работала 1 домна, 3 печи для обжига руды, 8 пудлинговых и 1 калильная печь, 2 паровых молота, 3 прокатных стана, 1 водяная турбина мощностью 60 л. с. и 5 паровых машин в 98 л. с. В этом году завод выплавил 349,3 тыс. пудов чугуна и произвёл 497,3 тыс. пудов пудлингового железа и 112,5 тыс. пудов готового железа разных сортов.
Экономический кризис начала XX века стал причиной резкого сокращения производства. В 1902 году была запущена мартеновская печь, которая выдала до конца года 33,9 тыс. пудов стали, в 1904 году — 406,2 тыс. пудов. Пудлинговые печи были демонтированы. Прокатный стан, производивший болванку, был реконструирован под прокатку листов кровельного железа. В 1904 году его производство достигло 176,6 тыс. пудов.
Численность рабочих в кризисные годы также существенно сократилась. Если в 1895 году на заводе были заняты 745 рабочих, в том числе 250 человек на основных работах, то в 1900 году — 312 и 268 человек, в 1904 году — 176 и 141 человек соответственно.
В 1908—1911 годах завод подвергся коренной реконструкции. В 1912 году была запущена новая домна объёмом 185 м³, заменившая старую, имевшую объём 45 м³. Производительность новой печи составляла 5,5 тыс. пудов в сутки. В этот же период была построена новая мартеновская печь суточной производительностью в 90 т, прокатные станы были модернизированы с увеличением мощности до 1,2 млн пудов кровельного железа в год. Этим мероприятия позволили в 1913 году достичь уровня производства чугуна 538,6 тыс. пудов, кровельного железа 518,1 тыс. пудов, в 1914 году — 1289,1 и 419 тыс. пудов соответственно.
В годы Первой мировой войны из-за дефицита топлива производительность завода снизилась. В 1915 году было выплавлено 1052,3 тыс. пудов чугуна, в 1916 году — 968,3 тыс. пудов, в 1917 году — 823,9 тыс. пудов, а в 1918 году — только 283 тыс. пудов. После Февральской революции Советом рабочих депутатов на заводе был введён восьмичасовой рабочий день. 18 января 1918 года заводы Алапаевского горного округа, включая Верхне-Синячихинский завод, были национализированы. Летом 1918 года предприятие было остановлено.
После Гражданской войны завод постепенно восстанавливал свою деятельность. К этому времени парк основного технологического оборудования состоял из 1 доменной печи, 1 мартеновской печи и 4 кровельных прокатных станов. В 1920 году была задута домна, было выплавлено 230,7 тыс. пудов чугуна, в 1921 году — 25,3 тыс. пудов. В 1921 году из-за дефицита сырья и топлива, общей хозяйственной разрухи, а также голода и эпидемии тифа среди населения, выплавку чугуна пришлось прекратить. В 1923 году была демонтирована доменная печь, а в 1924 году — прокатное оборудование, перевезённое впоследствии на Нейво-Шайтанский завод. К осени 1924 года на заводе остался в работе только цех по производству огнеупорного кирпича.

Карта Алапаевской узкоколейной железной дороги

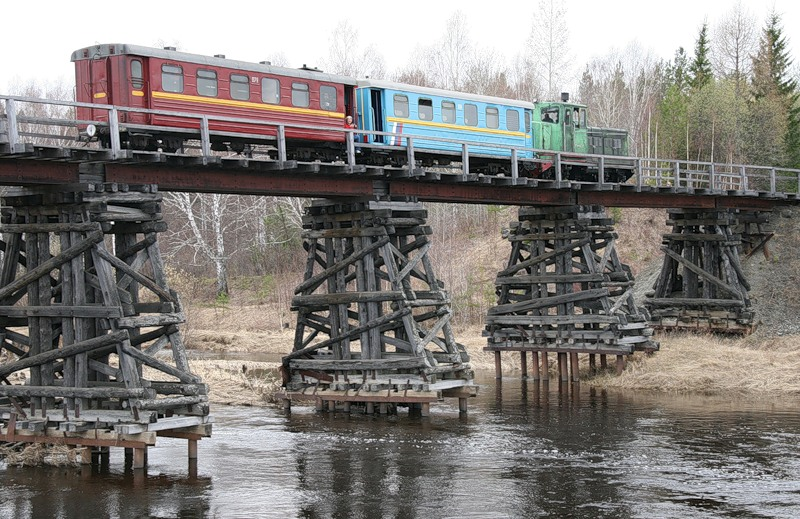
Мост через реку Кыртомка

В 1925 году местные рабочие при поддержке управляющего Алапаевским горным округом И. Д. Лызова начали собственными силами восстанавливать завод. К осени была отремонтирована и запущена в эксплуатацию мартеновская печь, также была проложена узкоколейная конка до Алапаевского завода, по которой на завод стал доставляться древесный уголь. Мартеновские слитки перевозились для дальнейшей переработки на Алапаевский завод. 6 сентября 1926 года была вновь задута доменная печь. Уже в 1926/1927 отчётном году по выплавке чугуна и стали завод превзошёл уровень 1913/1914 года. Доменная печь с полезным объёмом в 185 м³ в 1925/1926 отчётном году выплавила 1,46 тыс. т чугуна, в 1926/1927 году — 24 тыс. т, в 1927/1928 году — 30,1 тыс. т, в 1928/1929 году — 21,5 тыс. т. Производство мартеновской стали в слитках составило в 1926/1927 году — 21,6 тыс. т, в 1927/ 1928 году — 25,3 тыс. т, в 1928/1929 году — 28 тыс. т. В 1927/1328 году энергетическое хозяйство завода было представлено 1 паровой машиной в 90 л. с., 1 локомобилем в 250 л. с., 1 водяной турбиной в 90 л. с. и 1 воздуходувкой в 885 л. с. Также завод потреблял в год 923 тыс. кВт-часов электроэнергии. Штат предприятия в этот период состоял из 758 человек, в том числе 650 рабочих.
В начале 1930-х годов завод вошёл в состав Алапаевского завода, став его подразделением. В этот период на предприятии проводилась механизация доменного и мартеновского производств.
В годы Великой Отечественной войны производительность завода резко возросла. Доменная печь была переведена на выплавку литейных чугунов, а с 24 сентября 1941 года — на производство фосфора для изготовления горючей смеси. В составе завода появился новый цех производительностью 1,5—2 т фосфора в сутки. В мартеновском отделении была освоена выплавка патронно-гильзовой стали марки ПГ-4 для нужд фронта. В этот же период шло строительство второй доменной печи и восстановление Синячихинского рудника. Из-за мобилизации населения к заводским работам привлекались женщины и подростки.
В послевоенные годы заводское оборудование модернизировалось и автоматизировалось с уменьшением доли ручного труда. В 1952 году была реконструирована доменная печь с увеличением её полезного объёма до 239 м³ и переходом на кокс. Верхне-Синячихинская домна стала одной из последних в СССР, переведённых с органического топлива на минеральное. Мартеновская печь была также реконструирована и переведена на отопление мазутом.
С 1961 года доменная печь была переведена на плавку железистых бокситов Североуральского рудника. Было освоено производство цемента из доменного шлака. В 1960-х годах мартеновская печь вновь претерпела реконструкцию с заменой свода, завалочных машин и мостовых кранов. Производство стали в 1983 году составило 95,8 тыс. т.
В 1986 году Верхне-Синячихинский завод вышел из состава Алапаевского металлургического комбината, став самостоятельным предприятием. Мартеновская печь была законсервирована, в работе осталось только доменное производство. В 1990-е годы доменная печь завода выплавляла высокоглинозёмистые шлаки и титанистый чугун.

### XXI век
В конце XX — начале XXI века Верхне-Синячихинский завод сохранил свою специализацию производителя чугуна. В 1995 году было выплавлено 54,1 тыс. т, в 1998 году — 72 тыс. т, в 2000 году — 117,1 тыс. т, в 2005 году — 124,8 тыс. т, в 2006 году — 166 тыс. т. Балансовая прибыль предприятия в 1994 году составила 1455 млн руб., в 1995 году — 5300 млн руб., в 1996 году — 1813 млн руб., в 1997 году — 3576 млн руб.
В 2012 году около 50 сотрудников Верхне-Синячихинского завода объявили голодовку из-за долгов по выплате заработной платы. Завод был остановлен, предприятие объявило себя банкротом, весь штат сотрудников численностью около 500 человек был распущен. Производство чугуна возобновилось только осенью 2014 году, когда предприятие перешло в собственность ООО «Литой элемент». Объёмы производства достигали 15 тыс. тонн чугуна в месяц.
В мае 2015 года производство вновь было остановлено из-за отсутствия у предприятия лицензии на осуществление деятельности, связанной с эксплуатацией опасных производственных объектов. В октябре того же года было уволено 226 сотрудников завода.